# 特里普·施文克
特里普·施文克（英語：Tripp Schwenk，1971年6月17日—），美国男子游泳运动员。他曾代表美国参加1992年和1996年夏季奥林匹克运动会游泳比赛，获得一枚金牌和一枚银牌。